# Frente Patriótica Manuel Rodríguez
A Frente Patriótica Manuel Rodríguez (em castelhano:  Frente Patriótico Manuel Rodríguez; FPMR) uma grupo guerrilheiro chileno de ideologia política marxista-leninista e orientação patriótica e revolucionária, classificada como uma organização terrorista de extrema esquerda pelo Departamento de Estado dos Estados Unidos. Foi batizada em homenagem a uma importante figura da independência chilena Manuel Rodríguez. O grupo foi fundado em 1983 como o braço armado do Partido Comunista do Chile (PCCh) durante a ditadura de Augusto Pinochet. Tornou-se independente do PCCh, que renunciou à luta armada e integrou-se ao do sistema parlamentar chileno durante a Transição Chilena para a Democracia, participando da coalizão de esquerda  Juntos Podemos Más.
O grupo, que tem o nome da resistência ao regime colonial espanhol, foi criado para formar uma organização militar em escala nacional, com o objetivo de liderar a resistência popular e promover o colapso da violenta ditadura de Pinochet. Suas atividades variaram da propaganda armada ao assassinato dos inimigos do povo. Em setembro de 1986, 15 membros do grupo desfecharam um ataque com metralhadoras e foguetes contra o ditador Augusto Pinochet, matando cinco dos seus seguranças.
Em 1991, a Frente Patriótica Manuel Rodríguez resolveu continuar os ataques contra alvos econômicos, nomeadamente empresas norte-americanas. Quatro ex-dirigentes fugiram em Dezembro de 1996 de uma cadeia de alta segurança.